# 哈茨格拉本河
49°47′05″N 9°35′03″E / 49.784752°N 9.584249°E
哈茨格拉本河（德語：Hartsgraben），是德國的河流，位於該國東南部，由巴伐利亞負責管轄，屬於美因河的右支流，河道全長3.6公里，流域面積2.2平方公里。